# 兵庫県道13号尼崎池田線
兵庫県道13号尼崎池田線（ひょうごけんどう13ごう あまがさきいけだせん）は、兵庫県尼崎市から川西市を経由し大阪府池田市を結ぶ県道（主要地方道）である。地元では「産業道路」で通じる。
大阪府下では国道176号の大阪府管理路線であり、大阪府道としての尼崎池田線に番号は割り当てられていない。

## 概要
尼崎市の中心部から、伊丹市の中心部、さらに川西市の中心部を結ぶ。兵庫県内の区間は、2005年（平成17年）に全区間が片側2車線以上に拡張されたため、主に伊丹市内で起きていた渋滞が緩和された。
尼崎市中心部にある起点付近は、庄下川に並行する。起点である玉江橋交差点（国道2号）の南側に尼崎駅 (阪神)や尼崎商工会議所があり、北側には葬儀会館（阪神平安祭典会館）、その対岸には尼崎市総合文化センター（アルカイックホール）がある。
ここから北は、日本製鉄（旧：住友金属工業）の関連会社群など、工都尼崎の雰囲気を残した工業地帯が続き、東海道本線南側には尼崎市記念公園総合体育館・陸上競技場・野球場がある。道路は東海道本線を陸橋でオーバーパスする。
塚口地区にはピッコロシアターがある。さらに進むと阪急電鉄神戸本線の高架をくぐる。ここの拡幅前は道路が鉄道を陸橋でオーバーパスしていたが、道路拡幅を機に鉄道を高架にして、道路を陸橋を撤去して地平に降ろす逆立体交差工事が行われた。その先にこの地域の大型ショッピングモールの草分けであるグンゼタウンセンター つかしんが見えてくる。この前後は、休日には買物客による交通渋滞の発生しやすい区間である。利便性のよいこの地域には高層マンションも多いが、三菱電機伊丹製作所やキユーピー伊丹工場など、大規模な事業所も存在する。
伊丹市に入ってしばらく行くと緩やかな昇り勾配となり、中心部にさしかかると、伊丹郵便局や金融機関、伊丹シティホテル、「白雪」のブランドで知られる小西酒造が経営する「ブルワリービレッジ長寿蔵」、ニトリ伊丹店などがある。この西側には伊丹駅 (阪急)、東側には有岡城址と伊丹駅 (JR西日本)がある。伊丹１交差点付近には、柿衞文庫・伊丹市立美術館など、かつて酒造で栄えた伊丹郷町を復元する形で文化施設も整備されている（みやのまえ文化の郷）。中心街から少し離れたところには、伊丹市の中央卸売市場や、米穀・燃料商社の伊丹産業の事業所がある（本社も沿道にある）。中心部を離れると今度は下り勾配が続き、平坦な道へと戻る。
国道171号北村交差点を越えて伊丹・川西市境には、ニデックオーケーケー、ハウスウェルネスフーズ本社工場などがある工業地帯の中、ホームセンターコーナン、ジャパンなどのディスカウントストア、上新電機、ヤマダデンキ、パソコン工房などの家電量販店が並び、休日はマイカーが列をなしている。
川西市に入って中国自動車道と国道176号バイパスをくぐると片側3車線になり、さらに進むとJR宝塚線をアンダーパスして国道176号（旧道）に合流する小花一丁目交差点に達する。そこから北は県道12号川西篠山線で、すぐに阪急宝塚本線・能勢電鉄妙見線の川西能勢口駅がある。
本道は小花一丁目交差点から東に方向を変え、国道176号（旧道）との重複区間に入る。しばらく行くと阪神高速11号池田線の高架下を通って猪名川を渡り、大阪府池田市に入るとすぐに終点である西本町交差点に至る。交差点から北は国道173号であり、重複していた国道176号はさらに南へ進んでいく。

### 路線データ
- 起点：尼崎市東難波町（玉江橋交差点、国道2号交点）
- 終点：大阪府池田市（西本町交差点、国道173号交点）
- 総延長：約13.1 km（兵庫県下）

## 歴史
- 1993年（平成5年）5月11日 - 建設省から、県道尼崎池田線が尼崎池田線として主要地方道に指定される[2]。

## 路線状況

### 別名
- 都市計画道路尼崎港川西線
- 玉江橋線（尼崎市内での公式愛称）
- 産業道路
- 本町通り（伊丹市の中心街、阪急バス伊丹中央（旧・伊丹本町）バス停付近）

### 重複区間
- 兵庫県道606号西宮豊中線（尼崎市東塚口町・ピッコロシアター南交差点 - 尼崎市塚口本町・塚口本町6北交差点）
- 兵庫県道41号大阪伊丹線 (伊丹市南町・南町交差点 - 伊丹市伊丹・伊丹1交差点)
- 国道176号（川西市小花・小花1丁目交差点 - 大阪府池田市・西本町交差点）

### 交通量
- 31,679台（平日24時間、尼崎市久々知西町2丁目）[3]

## 地理

### 通過する自治体
- 尼崎市
- 伊丹市
- 川西市
- 大阪府池田市

### 交差する道路
- 国道2号・兵庫県道57号尼崎港線（尼崎市東難波町・玉江橋交差点、起点）
- 兵庫県道13号尼崎池田線 支線（尼崎市久々知西町・久々知西町2交差点）
- 山手幹線（兵庫県道13号尼崎池田線 支線・兵庫県道338号高田久々知線）（尼崎市久々知西町・久々知交差点）
- 兵庫県道606号西宮豊中線（尼崎市東塚口町・ピッコロシアター南交差点）
- 兵庫県道606号西宮豊中線（尼崎市塚口本町・塚口本町6北交差点）
- 兵庫県道190号塚口停車場線（尼崎市東塚口町・東塚口町1丁目交差点）
- 兵庫県道41号大阪伊丹線・兵庫県道336号東富松御願塚線（伊丹市南町・南町4丁目交差点）
- 兵庫県道55号伊丹停車場線・兵庫県道189号阪急伊丹停車場線（伊丹市伊丹・伊丹郵便局前交差点）
- 兵庫県道99号伊丹豊中線・兵庫県道334号寺本伊丹線（伊丹市伊丹・伊丹1交差点）
- 国道171号（伊丹市北伊丹・北村交差点）
- 国道176号 バイパス（川西市久代・久代1丁目交差点）
- 兵庫県道333号寺本川西線（川西市下加茂）
- 国道176号 旧道・兵庫県道12号川西篠山線（川西市小花・小花1丁目交差点）
- 阪神高速11号池田線川西小花出入口（川西市小戸・呉服橋西詰交差点）
- 国道176号（大阪府池田市西本町・西本町交差点、終点）

支線
- 兵庫県道13号尼崎池田線（尼崎市久々知西町・久々知西町2交差点）
- 名神高速道路尼崎インターチェンジ（尼崎市名神町）
- 兵庫県道13号尼崎池田線・兵庫県道338号高田久々知線（尼崎市久々知西町・久々知交差点）